# Ободовський Олександр Григорович
Ободовський Олександр Григорович (18 січня 1958 року) — український гідролог, доктор географічних наук, професор Київського національного університету імені Тараса Шевченка.

## Біографія
Народився 18 січня 1958 року Києві. Закінчив 1980 року Київський університет зі спеціальності «географ-гідролог». З 1980 року почав свій трудовий шлях інженером на географічному факультеті Київського державного університету, пізніше інженером-програмістом, старшим інженером Інформаційного обчислювального центру, у 1989–1992 роках асистент, з 1992 року доцент, з 2003 року професор кафедри гідрології та гідроекології географічного факультету, з 1996 року заступник декана з наукової роботи географічного факультету. Кандидатська дисертація «Руслоформуючі витрати води річок рівнинної частини України» захищена у 1988 році в Московському державному університеті імені М. В. Ломоносова, докторська дисертація «Регіональний гідролого-екологічний аналіз руслових процесів» захищена в 2002 році в Київському національному університеті Тараса Шевченка.
Викладає курси: «Руслові процеси та динаміка берегів водосховищ», «Гідравліка», «Основи руслознавства», «Міжнародне гідроекологічне співробітництво», «Загальна гідрологія». Розробив 3 нових спеціальні курси. Для студентів кафедри гідрології та гідроекології започаткував зимову гідрологічну практику. Під керівництвом Олександра Григоровича та за його безпосередньою участю виконано 5 бюджетних та 20 госпдоговірних тем, 5 міжнародних проектів. Брав участь в експедиційних дослідженнях на Північно-Кримському каналі у 1986–1887 роках, Десні у 1988–1989 роках, Дунаї у 1991 році, дніпровських водосховищах у 1990–1994 та 2003 роках, на річках Закарпаття і Прикарпаття у 1996–2000, 2006 та 2008 роках, на Прип'яті у 2003 2007 роках.
Член міжвузівської науково-координаційної ради з проблем ерозійних, руслових та гирлових процесів при Московському державному університеті імені Ломоносова, вченої ради і президії Українського географічного товариства, спеціалізованої ради із захисту докторських дисертацій з 2003 року, член експертної ради ВАК України з географії. Член редколегій ряду фахових журналів і наукових збірників.

## Нагороди і відзнаки
Нагороджений знаком «Відмінник освіти України» у 2009 році, Почесними грамотами Міністерства освіти і науки України у 2003 році, Міністерства охорони навколишнього середовища у 2008 році, Держводгоспу України у 2008 році. Відзначений подякою Президії НАН України у 2009 році.

## Наукові праці
Сфера наукових досліджень: гідролого-екологічний аналіз руслових процесів, оцінка стійкості русел рівнинних річок, аналіз руслових процесів в нижніх б'єфах ГЕС, процеси руслоформування гірських річок, обґрунтування протипаводкових заходів та регулювання русел гірських річок, гідроморфологічна оцінка річкових водних об'єктів. Автор понад 190 наукових праць. Підготував 4 кандидатів наук. Основні праці:
1. Гідролого-екологічна оцінка руслових процесів (на прикладі річок України). — К., 2001.
2. Руслові процеси. — К., 1998.
3. (рос.) Мониторинг использование и управление водными ресурсами бассейна реки Припять. — Минск, 2003 (у співавторстві).